# Annuaire du Conservatoire & du Jardin Botaniques de Genève
Annuaire du Conservatoire & du Jardin Botaniques de Genève (abreviado Annuaire Conserv. Jard. Bot. Genève) es una revista ilustrada con descripciones botánicas que fue editada por el Conservatorio y Jardín Botánico de Ginebra. Se publicaron 21 volúmenes entre los años 1897-1919. Fue sustituida por la revista Candollea.